# Степ Центральної Анатолії
Степ Центральної Анатолії (ідентифікатор WWF: PA0803) — палеарктичний екорегіон помірних луків, саван і чагарників, розташований в Туреччині, в Центральній Анатолії.

## Географія
Екорегіон центральноанатолійського степу розташований у найнижчій частині Анатолійського плоскогір'я. Він складається з трьох окремих великих частин, а також з кількох менших. Найбільша частина степу зосереджена навколо озера Туз, а також охоплює середню течію найдовшої річки Туреччини Кизилирмак, між містами Чанкири і Невшехір. Друга, південна частина екорегіону розташована на рівнинах Карапинар і Конья . Ці дві ділянки степу розділяє плато Обрук. Третя, західна частина екорегіону охоплює долини річок Порсук і Сакар'я в їх середній течії, там, де вони оминають східний край гір Сюндікен. Цю ділянку степу відокремлюють від основної частини екорегіону плоскогір'я Хаймана і Джіханбейлі.
Центральноанатолійський степ майже з усіх сторін оточений екорегіоном рідколісь та степів Центральної Анатолії, де первинний рослинний покрив представлений широколистяними лісами. Головною особливістю, що відрізняє степ Центральної Анатолії від навколишнього екорегіону, є повна відсутність тут будь-яких лісів чи рідколісь. Ця місцевість відома як "справжній степ"; навколишній регіон прийнято вважати антропогенним степом, оскільки внаслідок діяльності людини він втратив свій лісовий покрив.
В межах екорегіону відсутні гори чи високогір'я, його середня висота над рівнем моря становить приблизно 1000 м. Основними формами рельєфу в регіоні є рівнини та річкові долини, між якими розташовані плато та плоскогір'я. З геологічної точки зору в регіоні переважають молоді алювіальні відкладення, зокрема олігоценові гіпси і солі.

## Клімат
В межах екорегіону панує напівпосушливий клімат (BSk за класифікацією кліматів Кеппена), якому притаманне спекотне, сухе літо та холодна зима. Річна кількість опадів коливається від 400 до 500 мм, а в деяких місцевостях, розташованих в дощовій тіні, — навіть 300 мм.

## Флора
Основними рослинними угрупованнями екорегіону є солончакові степи та солончаки. Подібні степи зустрічаються на засолених рівнинах в околицях озер Туз, Терсакан і Чьоль, на заболоченій рівнині Ешмекая та на рівнинах Чумра, Ереглі і Карапинар. Через засоленість ґрунтів тут переважно ростуть галофітні рослини, зокрема представники родин Лободові (Chenopodiaceae) і Кермекові (Plumbaginaceae), а дерева відсутні. Цей унікальний екорегіон з його солончаками є одним із центрів ендемізму багатої анатолійської флори.
Озеро Туз є другим за площею озером в Туреччині. Воно лежить в замкненій улоговині на висоті 829 м над рівнем моря і живиться водами сезонних потоків, що стікають з навколишніх плато. Протягом літа більша частина води в озері висихає і оголює шар солі товщиною 30 см. Концентрація солі зменшується від внутрішніх до зовнішніх ділянок дна озера і визначає тип рослинних угруповань, які ростуть навколо. Таким чином, найбільш солестійкі види, такі як трав'янистий солонець (Salicornia europaea) і шишкувата солянка (Halocnemum strobilaceum), ростуть біля центру улоговини, а на периферії переважає негалофітний полиновий (Artemisia spp.) степ. Завдяки унікальному водному режиму життєвий цикл галофітної рослинності біля озера абсолютно відрізняється від життєвого циклу навколишньої степової рослинності. Сезон цвітіння галофітів триває з серпня по жовтень, коли всі інші степові рослини переживають посушливий період уповільненого росту.
Рівнина Карапинар включає ділянки солончакового степу навколо менших солоних озер, сезонні прісноводні заболочені території та гірські степи, де переважає ендемічний різновид кермека Limonium anatolicum, а також ростуть розлогі солелюбки (Petrosimonia brachiata), звичайні верблюжі колючки (Alhagi maurorum), клімакоптера товстолиста (Climacoptera crassa) та шорстка франкенія (Frankenia hirsuta).

## Фауна
В солончакових степах екорегіону мешкають такі тварини, як тушкани Вільямса (Allactaga williamsi), малоазійські ховрахи (Spermophilus xanthoprymnus), турецькі хом'яки (Mesocricetus brandti) , анатолійські полівки (Microtus anatolicus), кавказькі борсуки (Meles canescens), степові перегузні (Vormela peregusna) та азійські вовки (Canis lupus pallipes). Серед плазунів регіону слід навести агаму-гардуна (Laudakia stellio), левантійського сцинка (Heremites auratus), червоподібного сліпуна (Xerotyphlops vermicularis), оливкового полоза (Platyceps najadum) та свинцевого полоза (Hemorrhois nummifer). В струмках, що впадають в озеро Туз, мешкає рідкісний ендемічний вид риб Pseudophoxinus crassus
Серед птахів найбільш характерними представниками екорегіону є жайворонки, яких в регіоні налічується 6 видів, а також рідкісні євразійські дрохви (Otis tarda) та хохітви (Tetrax tetrax). В межах екорегіону розташовані 6 важливих орнітологічних територій (IBA), які охоплюють його водно-болотні угіддя. На них гніздяться такі види, як малі баклани (Microcarbo pygmaeus), рожеві пелікани (Pelecanus onocrotalus), кучеряві пелікани (Pelecanus crispus), звичайні бугайчики (Ixobrychus minutus), жовті чаплі (Ardeola ralloides), руді чаплі (Ardea purpurea), бурі коровайки (Plegadis falcinellus), білі косарі (Platalea leucorodia), рожевокрилі фламінго (Phoenicopterus roseus), вузькодзьобі чирянки (Marmaronetta angustirostris), червонодзьобі черні (Netta rufina), степові луні (Circus macrourus), степові боривітри (Falco naumanni), сірі журавлі (Grus grus), лучні дерихвости (Glareola pratincola) тощо. Також в регіоні зимує багато перелітних птахів, зокрема білолобі гуски (Anser albifrons) та руді огарі (Tadorna ferruginea).